# Daubenya namaquensis
Daubenya namaquensis är en sparrisväxtart som först beskrevs av Rudolf Schlechter, och fick sitt nu gällande namn av John Charles Manning och Peter Goldblatt. Daubenya namaquensis ingår i släktet Daubenya, och familjen sparrisväxter. Inga underarter finns listade i Catalogue of Life.